# Gwinn
Gwinn is een plaats (census-designated place) in de Amerikaanse staat Michigan, en valt bestuurlijk gezien onder Marquette County.

## Demografie
Bij de volkstelling in 2000 werd het aantal inwoners vastgesteld op 1965.

## Geografie
Volgens het United States Census Bureau beslaat de plaats een oppervlakte van
13,2 km², geheel bestaande uit land. Gwinn ligt op ongeveer 377 m boven zeeniveau.

## Plaatsen in de nabije omgeving
De onderstaande figuur toont nabijgelegen plaatsen in een straal van 32 km rond Gwinn.